# Wild Dances (album)
Wild Dances is het eerste internationale album van de Oekraïense zangeres Ruslana.

## Afspeellijst
| Nr. | Titel                                | Producer(s)                   | Tijd     |
| --- | ------------------------------------ | ----------------------------- | -------- |
| 1   | Wild Dances                          | Ruslana                       | 3 min 00 |
| 2   | Dance with the Wolves                | Egoworks                      | 3 min 59 |
| 3   | Accordion Intro                      | Ruslana                       | 1 min 01 |
| 4   | The Same Star                        | Egoworks                      | 4 min 19 |
| 5   | Play, Musician                       | Ruslana, Olexandr Ksenofontov | 3 min 55 |
| 6   | Like a Hurricane                     | Goatboy                       | 2 min 36 |
| 7   | The Tango We Used To Dance           | Ruslana, Egoworks             | 3 min 45 |
| 8   | Wild Dances (Harem's club mix)       | Pasion Turca                  | 3 min 16 |
| 9   | Wild Dances part 2                   | Egoworks                      | 3 min 59 |
| 10  | Wild Passion                         | Egoworks                      | 4 min 00 |
| 11  | Arkan                                | Olexandr Ksenofontov          | 3 min 30 |
| 12  | Kolomijka                            | Ruslana, Olexandr Ksenofontov | 4 min 00 |
| 13  | Hutsul Girl                          | Ruslana, Olexandr Ksenofontov | 3 min 53 |
| 14  | Play, Musican (Deep mix)             |                               | 3 min 58 |
| 15  | Wild Dances (Harem's percussion mix) | Pasion Turca                  | 3 min 58 |

## Singles
- Wild Dances
- Dance with the Wolves
- The Same Star